# Денніс Даугард
Денніс Даугард (англ. Dennis Daugaard; нар. 11 червня 1953, Гаретсон, Південна Дакота) — американський політик, член Республіканської партії. Губернатор штату Південна Дакота з січня 2011 року по січень 2019 року.
Закінчив зі ступенем бакалавра в галузі державного управління Університет Південної Дакоти у 1975 році. Поки він вивчав право в Північно-Західному університеті, він працював охоронцем і водієм автобуса. Даугард займався юридичною практикою в Чикаго з 1978 по 1981, після чого він повернувся до сімейної ферми і став віце-головою банку в Су-Фолс. У 1990 році він став директором з розвитку Товариства дитячих будинків Південної Дакоти, закладу для дітей, які стали жертвами жорстокого поводження і зневаги. Даугард був генеральним директором установи з 2002 по 2009 рік.
Даугард був обраний до сенату штату у 1996 році і працював віце-губернатором штату з 2003 по 2011 роки.